# McMinnville, Tennessee
McMinnville är administrativ huvudort i Warren County i Tennessee. Orten har fått sitt namn efter politikern Joseph McMinn. Vid 2020 års folkräkning hade McMinnville 13 788 invånare.

## Kända personer från McMinnville
- John Houston Savage, politiker